# Sierakowiczki
Sierakowiczki (deutsch: Klein Schierakowitz) ist eine Ortschaft in Oberschlesien. Sie liegt in der Gemeinde Kieferstädtel im Powiat Gliwicki (Landkreis Gleiwitz) in der Woiwodschaft Schlesien.

## Geografie
Sierakowiczki liegt rund sieben Kilometer westlich vom Gemeindesitz Kieferstädtel, 16 Kilometer westlich von der Kreisstadt Gliwice (Gleiwitz) und 40 Kilometer westlich von der Woiwodschaftshauptstadt Katowice (Kattowitz).

## Geschichte
Der Ort entstand spätestens im 13. Jahrhundert. 1295–1305 wurde der Ort zusammen mit Groß Schierakowitz im Liber fundationis episcopatus Vratislaviensis (Zehntregister des Bistums Breslau) urkundlich als „Syracowitz theutonico“ bzw. „Syracowitz polonicum“ erwähnt.
Der Ort wurde 1783 im Buch Beytrage zur Beschreibung von Schlesien als Klein Schierakowi(t)z erwähnt, lag im Landkreis Tost und hatte 231 Einwohner, ein Vorwerk und 33 Gärtner. 1818 wurde der Ort als Klein Schierakowitz erwähnt. 1865 bestand Klein Schierakowitz aus einer Dorfgemeinde und einem Gutsbezirk. Zum Gutsbezirk gehörte das Frischfeuer Kuzniczka (später Nieder-Kuznitzka). Das Dorf hatte zu diesem Zeitpunkt 24 Gärtnerstellen und 14 Häuslerstellen. Ferner gab es zwei Schuhmacher, zwei Töpfer, zwei Victualienhändler, zwölf Schmiede und einen Schankwirt.
Bei der Volksabstimmung in Oberschlesien am 20. März 1921 stimmten 40 Wahlberechtigte für einen Verbleib Oberschlesiens bei Deutschland und 179 für eine Zugehörigkeit zu Polen. Klein Schierakowitz verblieb nach der Teilung Oberschlesiens beim Deutschen Reich. Am 1. Januar 1931 wurden die Landgemeinden Groß Schierakowitz und Klein Schierakowitz zur Landgemeinde Schierakowitz zusammengeschlossen. Am 12. Februar 1936 wurde der Ort im Zuge einer Welle von Ortsumbenennungen der NS-Zeit in Klein Graumannsdorf umbenannt. Bis 1945 befand sich der Ort im Landkreis Tost-Gleiwitz.
1945 kam der bis dahin deutsche Ort unter polnische Verwaltung und wurde anschließend der Woiwodschaft Schlesien angeschlossen und ins polnische Sierakowiczki umbenannt. 1950 kam der Ort zur Woiwodschaft Kattowitz. 1999 kam der Ort zum wiedergegründeten Powiat Gliwicki und zur neuen Woiwodschaft Schlesien. 